# Quinquenio de Oro (Juventus de Turín)

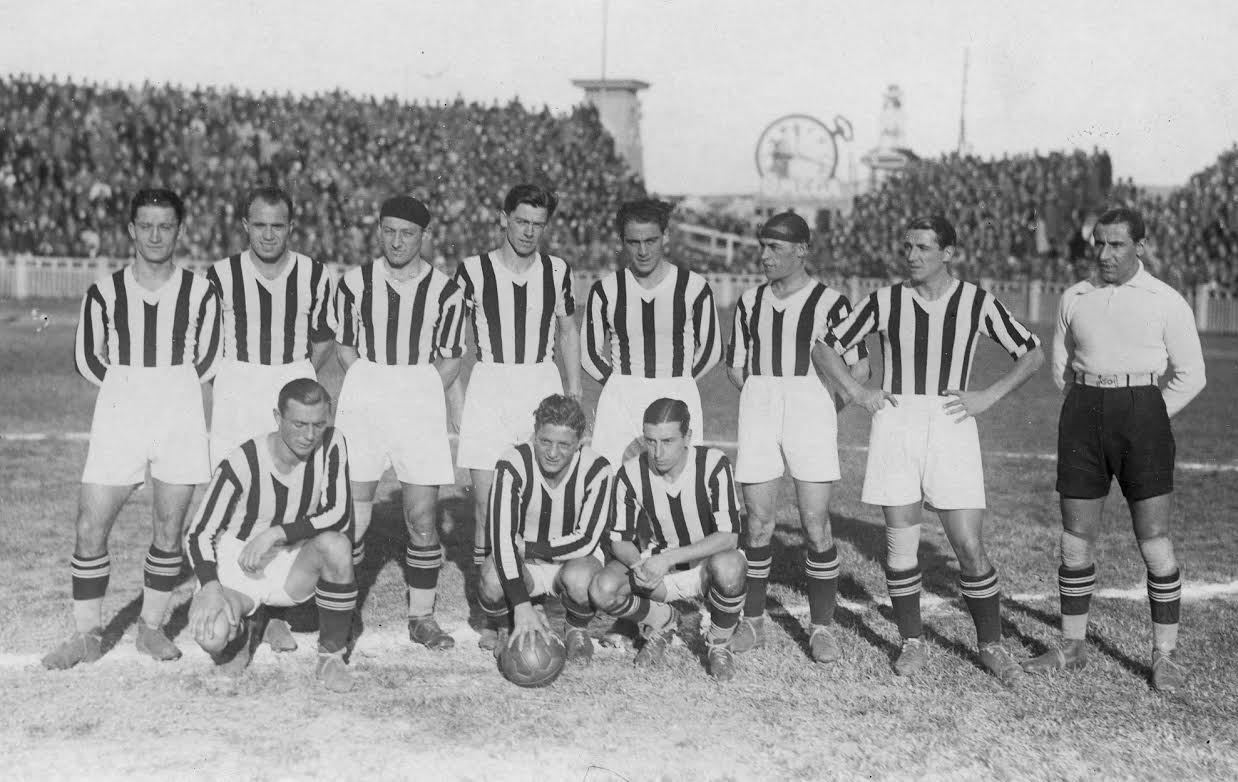
Una formación de la Juventus en la temporada 1930-31, a inicios del Quinquenio de Oro.

El Quinquenio de Oro, también conocido como Quinquenio o Quinquenio de la Juventus, es el período histórico de cinco años del club de fútbol Italiano Juventus de Turín comprendido desde la primera mitad de la década de 1930, en la que dominó el fútbol en Italia, estableciendo un récord que permaneció durante las siguientes ochenta y dos temporadas.
Formada por destacados futbolistas, como Gianpiero Combi, el capitán Virginio Rosetta, Umberto Caligaris, Giovanni Ferrari y Felice Borel, junto con los oriundos Luis Monti, Renato Cesarini y Raimundo Orsi, la Juventus se convirtió en el primer equipo en la historia del fútbol italiano en ganar cinco campeonatos nacionales consecutivos, títulos obtenidos entre 1930-31 y 1934-35. Al mismo tiempo alcanzó las semifinales de la Copa de Europa Central durante cuatro años seguidos, confirmándose como uno de los mejores equipos continentales del período de entreguerras.
El entrenador de la Juventus en cuatro de las cinco temporadas victoriosas fue Carlo Carcano, uno de los impulsores del Método, mientras que muchos de sus jugadores formaron parte de la base de la selección italiana que ganó en dos ocasiones la Copa Internacional de Europa, antecesora de la Eurocopa y de la Copa Mundial de Fútbol. En este período de oro, importante también para el enorme impacto social que generó — y que lo convirtió en la primera entidad deportiva italiana con una afición «nacional», así como una pieza importante en la construcción de una identidad nacional —, el club turinés inauguró el Stadio Municipale.

## El sistema táctico

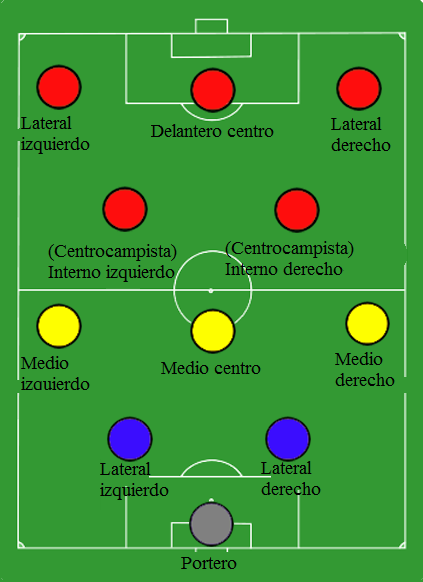
Disposición de los futbolistas en el campo según el sistema táctico del Método.

La Juventus de la primera mitad de la década de 1930 utilizó el Método 
un esquema táctico innovador – para la época – aplicado simultáneamente por la selección italiana, de la que el entrenador Carlo Carcano era uno de lo defensores junto con el técnico Vittorio Pozzo. Este estilo de juego fue producto de una derivación de la táctica aplicada por la Scuola Danubiana durante la tercera y cuarta década del siglo XX. Su innovador módulo 2-3-2-3 o «WW», que se derivó en lugar del módulo táctico definido como la Pirámide de Cambridge (2-3-5), preveía el apoyo a los delanteros interiores del equipo, Cesarini – especialista en marcar goles decisivos a medida que transcurrían los partidos – y Ferrari, a las funciones del centrocampista, Monti (punto de referencia entre la defensa y el ataque), principalmente en la construcción del juego, mientras que los dos centrocampistas laterales, Varglien y Bertolini, se enfrentaban a los laterales de los equipos rivales; el frente defensivo, confiado al célebre trío Combi-Rosetta-Caligaris, adquirió mayor seguridad y el centro del campo se benefició de una mayor consistencia numérica que en las formaciones anteriores. Además, este esquema permitía realizar maniobras de ataque y contraataque más rápidas y eficaces que en la década anterior. El frente de ataque bianconero, con futbolistas notables como los extremos Pedro Sernagiotto y Raimundo Orsi y el centrodelantero Giovanni Vecchina y luego Felice Borel, con la contribución de los mencionados mediocampistas, fue responsable de la mayoría de los 434 goles marcados por el equipo en partidos oficiales durante este  periodo (384 en torneos nacionales y 50 en las copas internacionales).

## Las temporadas

### 1930-31: La llegada de Carlo Carcano

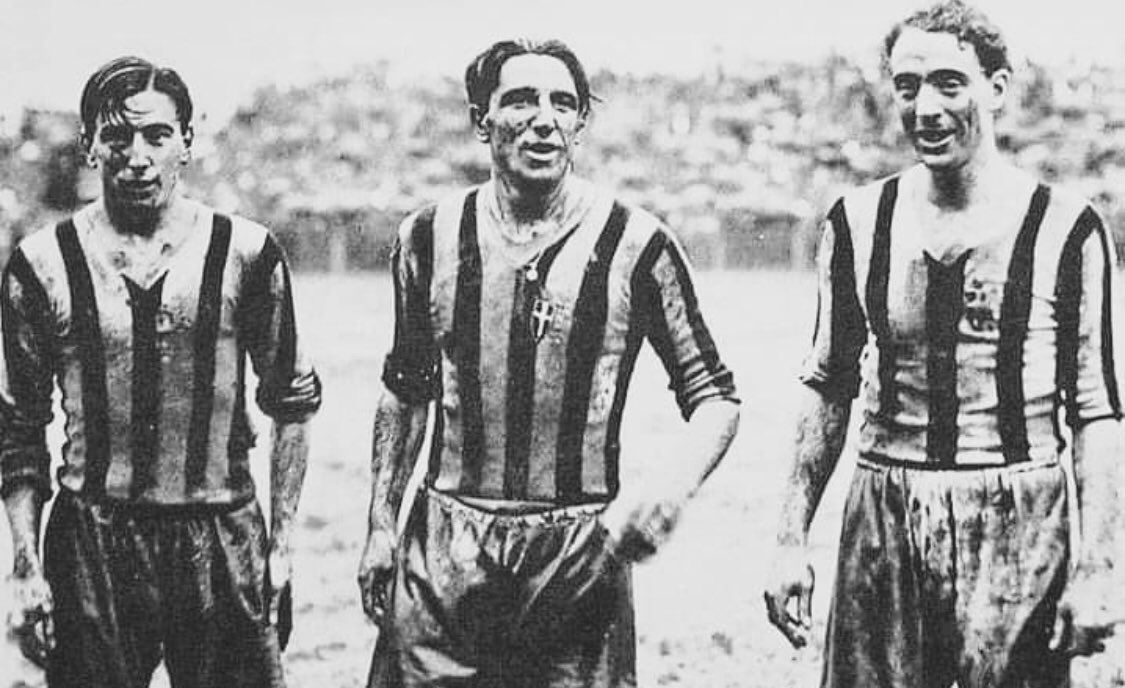
Raimundo Orsi, Giovanni Vecchina y Federico Munerati, tres de los protagonistas en los inicios del Quinquenio de la Juventus.

En 1930 la Juventus se reforzó con el exdefensa del Alessandria y de la selección italiana, Carlo Carcano (que era colaborador en la preparación física y como asistente de la squadra azzurra), en la delantera del equipo turinés en sustitución del escocés William Aitken, con el centrocampista Giovanni Ferrari, otro exjugador grigio, con el defensa Luigi Bertolini y el centrodelantero Giovanni Vecchina.
Bajo la dirección del entrenador-psicólogo Carlo Carcano, el primero en ganar cuatro títulos de liga consecutivos en la historia del fútbol italiano, la signora inició el campeonato 1930-31 con ocho victorias seguidas, logrando dieciséis puntos de dieciséis posibles – récord durante las siguientes 74 temporadas – y, después de un mano a mano con la Roma del atacante Rodolfo Volk desde la vigésima segunda jornada y después de la victoria del 21 de junio por 1:0 en Milán contra el vigente campeón Ambrosiana-Inter en la jornada 33, se coronó campeona de Italia, con una gran actuación de Raimundo Orsi (tercer máximo anotador de la temporada con 20 goles). La Juventus ganó su tercer título con 55 puntos (cuatro puntos de ventaja sobre el equipo romano al final del torneo), 79 goles a favor y 37 en contra.
A nivel internacional, el club avanzó hasta los cuartos de final de la Copa de Europa Central, pero fue derrotada por el Sparta Praga de los delanteros Oldřich Nejedlý y František Kloz por 3 goles a 2 en el playoff del 2 de septiembre de 1931, tras una reñida ronda preliminar (2:1 en el partido de ida del 12 de julio; 0:1 en la vuelta del 22 de julio).

### 1931-32: El cuarto scudetto y la semifinal de la Copa de Europa Central

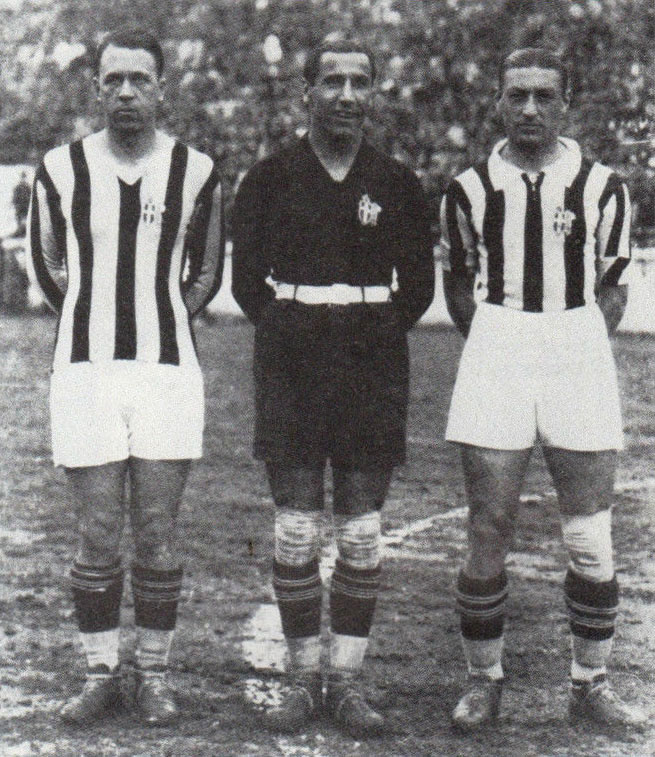
El trío defensivo de la Juventus entre los años 1920 y 1930; desde la izquierda: el lateral derecho Virginio Rosetta – el primer futbolista profesional en Italia –, el guardameta Gianpiero Combi y el lateral izquierdo Umberto Caligaris, los tres campeones del mundo en 1934.

La temporada siguiente se convirtió en una lucha mano a mano, sobre todo en la segunda mitad de la temporada, entre la Juventus, defensora del título, y «el Bologna que hacía temblar al mundo» de Angelo Schiavio, el equipo líder durante la mayor parte del torneo. La victoria bianconera en remontada por 3 goles a 2 contra el club boloñés el 1 de mayo de 1932 en el stadio di Corso Marsiglia de Turín, fue fundamental para la obtención de su segundo scudetto consecutivo y el cuarto de su historia, que llegó con la ayuda de Luigi Bertolini y Luis Monti, así como del oriundo brasileño Pedro Sernagiotto sustituyendo a Federico Munerati, tras la victoria por 3:0 ante el Brescia el 29 de mayo de ese mismo año. La Madama finalizó la liga con 54 puntos, uno menos que en la temporada anterior (cuatro más que los emilianos y a catorce de los romanos), 89 goles marcados y 38 en contra, el ataque más fuerte del torneo. Cabe destacar las diez victorias consecutivas de la Juventus en la segunda ronda del campeonato (récord de imbatibilidad desde hace 74 años en el fútbol italiano), el triunfo del 6 de marzo de 1932 en Corso Marsiglia por 7:1 contra la Roma, la peor derrota romanista en su historia en la liga – que representó, ante los ojos de los aficionados juventinos de esos años, la revancha de aquella dura derrota sufrida en la Ciudad Eterna un año antes – y el enfrentamiento directo entre el argentino Monti y el boloñés Schiavio «enemigos» en el campeonato, pero ambos miembros de la selección nacional de fútbol. En el plano societario el barón Giovanni Mazzonis se convirtió en la «mano derecha» operativa del presidente Edoardo Agnelli.
El equipo turinés clasificó por primera vez a las semifinales de la Copa de Europa Central en 1932, tras derrotar al Ferencváros húngaro del centrodelantero György Sárosi por 4:0 en el partido de ida, disputado el 29 de junio en Turín (con goles de Orsi, Sernagiotto y un doblete de Cesarini) y luego de haber empatado 3:3 en el partido de vuelta disputado en Budapest cuatro días después. En ese partido, el árbitro austríaco Braun pitó tres penales, que suscitaron una fuerte polémica, a favor de los húngaros, dos de los cuales se concedieron en cuatro minutos.

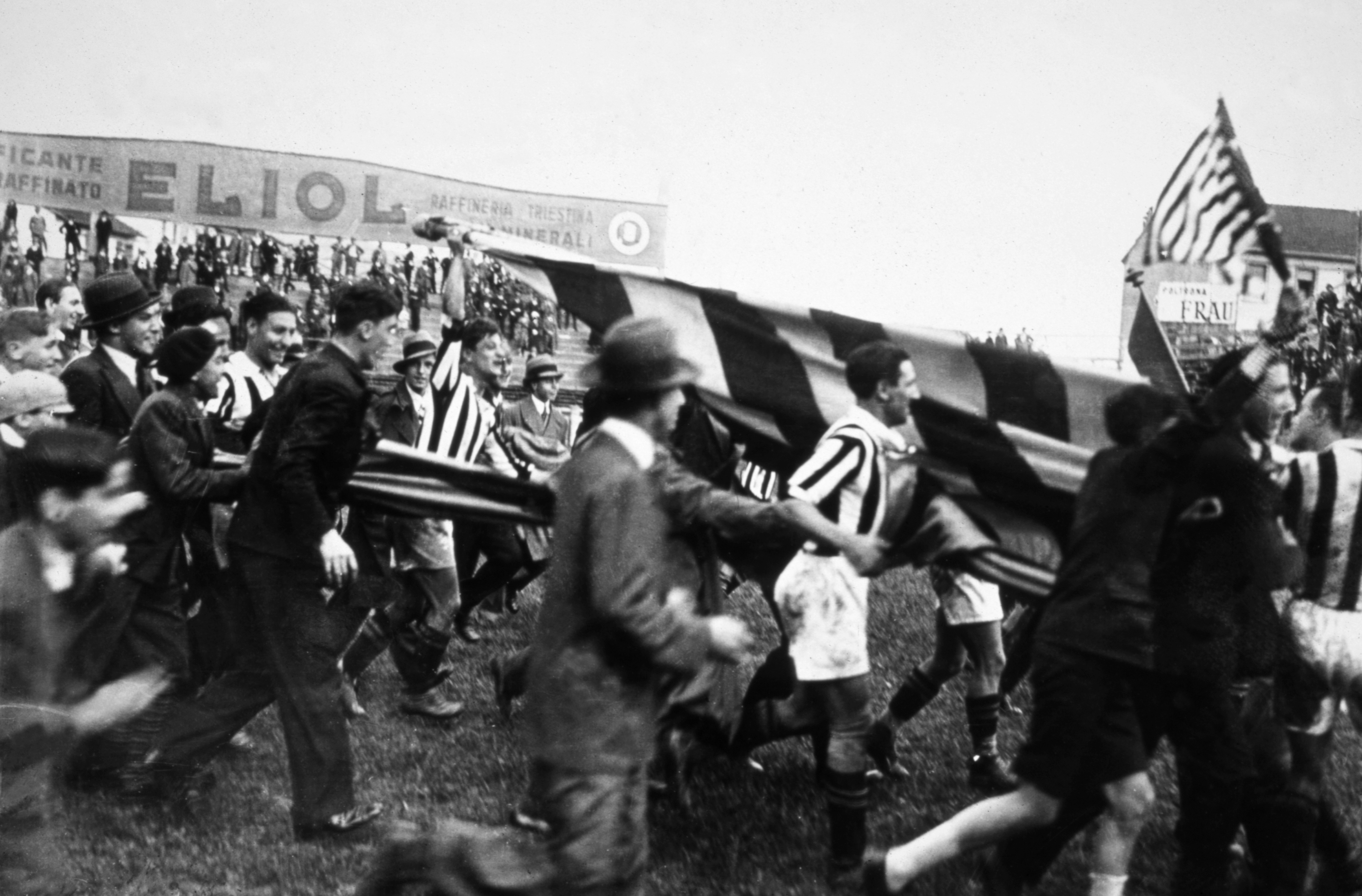
Celebraciones entre aficionados y jugadores de la Juventus el 29 de mayo de 1932 por el cuarto scudetto del club — el segundo del Quinquenio — tras la victoria por 3:0 sobre el Brescia en Corso Marsiglia en la 32ª jornada del campeonato 1931-32.

En las semifinales, la escuadra italiana enfrentó al Slavia Praga, uno de los clubes más prestigiosos de la época, que representó la base de la selección checoslovaca subcampeona de la Copa Mundial de 1934. En el primer partido, disputado el 6 de julio de 1932 en Praga, los aficionados checoslovacos invadieron el campo de juego como resultado de la tensión entre el juventino Cesarini y el masajista del Slavia generada tras una entrada de Virginio Rosetta sobre el extremo checoslovaco Antonín Puč. El árbitro Braun – el mismo del partido de vuelta entre la Juventus y el Ferencváros – reanudó el juego y, tras suspender el partido durante diez minutos y expulsar a Cesarini, concedió un dudoso penalti en el minuto 86 a favor del Slavia, que supuso el 4:0 a favor del equipo de la capital centroeuropea.
El partido de vuelta se jugó cuatro días más tarde en el campo de Corso Marsiglia. Al final de la primera parte, la Juventus ganaba por 2:0 con goles de Renato Cesarini, máximo goleador del torneo con cinco anotaciones y de Raimundo Orsi. Al comienzo de la segunda parte, el guardameta del Slavia František Plánička – que era junto con Combi y Zamora uno de los mejores porteros de la época – se desplomó en el suelo «como muerto», cuando la acción de juego estaba lejos de su área, probablemente golpeado por una piedra lanzada por aficionados juventinos, molestos por el juego excesivamente obstruccionista de los visitantes, aunque esto nunca fue comprobado. Sus compañeros en un primer momento lo rodearon y luego lo trasladaron a los vestuarios, sin regresar al campo de juego. De hecho, el Slavia se retiró y, en consecuencia, el director del partido Miesz suspendió el juego. Los médicos de la Juventus examinaron al portero checoslovaco en el vestuario, pero no encontraron rastros de lesión. Pudo tratarse de una enfermedad, pero inmediatamente se sospechó de que se trataba de una acto antideportivo del equipo visitante para asegurar su clasificación a la final. Los jugadores bianconeros, convencidos de su inocencia, se fueron de vacaciones para descansar, a la espera de la final, que en principio estaba prevista para finales de agosto de ese mismo año, pero que nunca se jugó, ya que el Comité Organizador de la Copa, con una medida muy polémica, descalificó a ambos equipos y asignó el título de campeón al otro finalista del torneo, el Bologna.

### 1932-33: El tricampeonato nacional

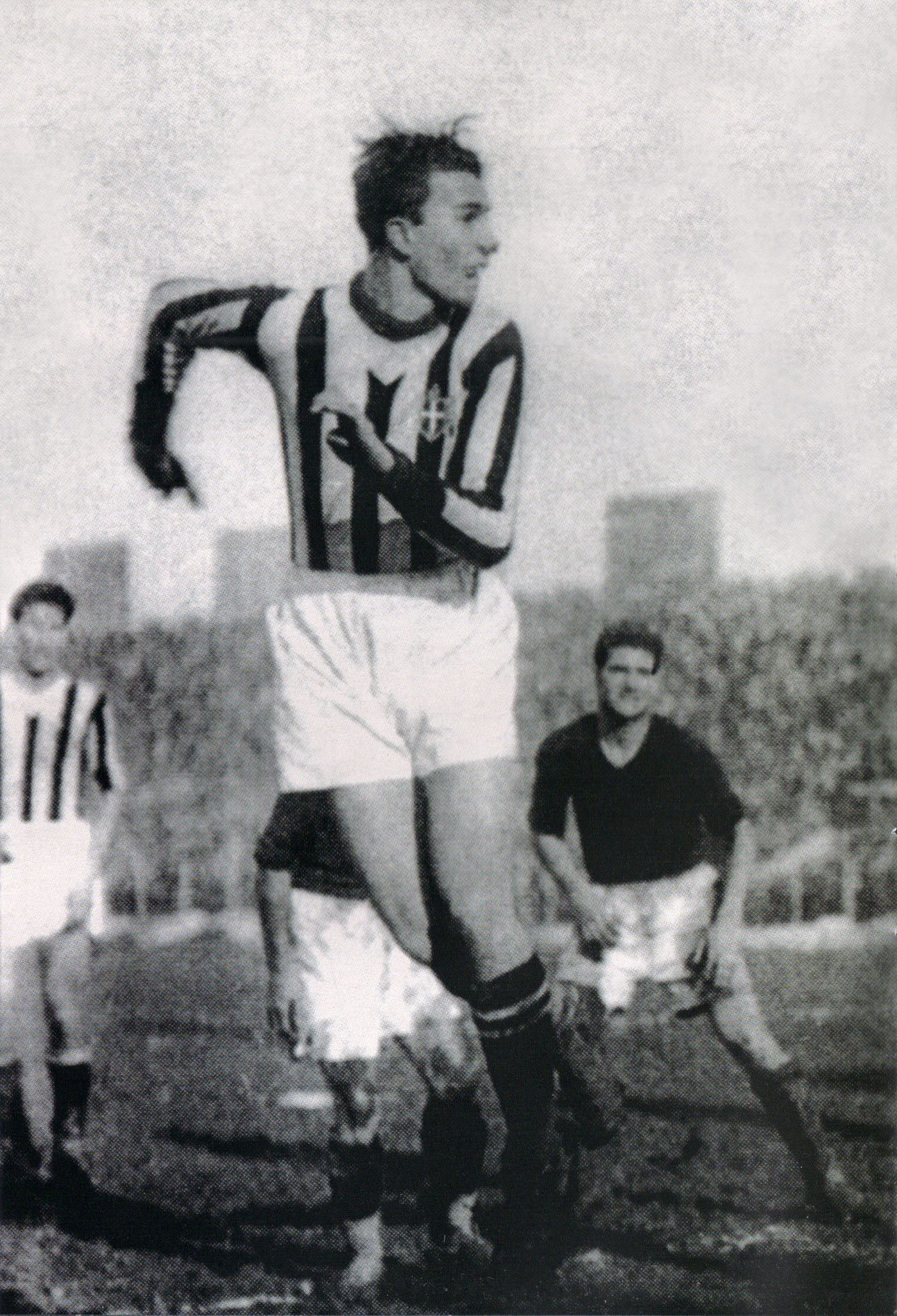
Felice Borel capocannoniere de la Serie A en las temporadas 1932-33 y 1933-34, en acción con el uniforme bianconero.

En la temporada 1932-33 llegaron a Turín el vercellesi Teobaldo Depetrini y el oriundo brasileño Pedro Sernagiotto. También fue la temporada-debut, a los 18 años, del joven centrodelantero Felice Borel, capocannoniere del campeonato con 29 goles en 28 partidos y, con el paso de los años, uno de los mejores delanteros que la Signora, y también la selección italiana, han tenido alguna vez en su historia.
El inicio del campeonato fue amargo para los bianconeros: dos derrotas en las tres primeras jornadas de visita contra el Alessandria por 3:2 y contra el Napoli de Attila Sallustro por 1:0. Sin embargo, la Juventus alcanzó la primera posición de la liga luego de derrotar al Torino en el derbi en la décima jornada, la séptima de una serie de nueve victorias consecutivas en la máxima división. Con una notable segunda ronda (13 victorias en 17 partidos), la escuadra juventina se consagró tricampeona de Italia dos días antes del final del torneo tras vencer al Milán por 3:0 en el partido decisivo disputado el 16 de junio de 1933. Los bianconeros finalizaron el campeonato con 54 puntos (ocho puntos más que el Ambrosiana-Inter y catorce más que el Bologna, aspirantes para ganar el scudetto), 83 goles a favor y 23 en contra, ambos récords del torneo. Cabe destacar el encuentro del 18 de diciembre de 1932 en Turín (Juventus 3:0 Ambrosiana-Inter): se jugó con la presencia de 14 000 espectadores en el stadio di Corso Marsiglia y una recaudación de 140 000 liras.
El periodista Mario Pennacchia describió el momento en que el equipo bianconero alcanzó, por primera vez, el primer lugar de la liga y su impacto en la sociedad italiana:

«El Napoli cae en Bolonia, la Juve ya es primera: "De tal espectáculo de fuerza, de frialdad, de poder y de seguridad – le rinde homenaje la prensa – es de temer, hoy décima jornada del torneo, un definitivo adiós a la compañía de sus adversarios".
Dicho y hecho.
La nación entera está loca por el equipo de Edoardo Agnelli. Un fenómeno sin precedentes de excitación popular conecta los Alpes con Sicilia. Un distintivo del club bianconero convertido en una preciosa rareza. Un boleto para el juego del campeonato convertido en un codiciado premio prometido al hijo para la promoción. Turín u otra ciudad donde juegue la Juventus fue incluida en los itinerarios de los recién casados. Y en el mar se ve un gran barco bautizado Juventus construido por la empresa de navegación dirigida por el marqués Luca Ferrero Ventimiglia».
Mario Pennacchia, Gli Agnelli e la Juventus, 1985.

En los cuartos de final de la Copa de Europa Central la Juventus enfrentó al Újpest. Las dos victorias de la escuadra turinesa (4:2 en la ida y 6:2 en la vuelta en junio de 1933) la clasificaron a las semifinales por segunda vez consecutiva, pero el equipo fue eliminado por el Austria Viena del célebre centrodelantero Matthias Sindelar, finalmente ganador del torneo (0:3; 1:1). Raimundo Orsi fue el máximo goleador de la competición con 5 goles.

### 1933-34: El ingreso al Stadio Comunale y laNazio-Juve
En la temporada 1933-34 la Juventus hizo su primer ingreso en la más moderna instalación construida en Italia en aquellos años: el stadio Comunale (posteriormente rebautizado «Vittorio Pozzo»  y, después de los Juegos Olímpicos de Invierno, Olímpico), dentro de la cual estaba predispuesta una sólida malla metálica de dos metros de altura que dividía sus 65 000 asientos para el público del campo de juego, fue inaugurado el 14 de mayo de 1933 con el nombre de Estadio Municipal de Turín «Benito Mussolini», representando así el cambio de la sede social del club de Corso Marsiglia a via Bogino 12: el primero efectuado en el transcurso de once años. Tal instalación, situada en via Filadelfia, fue construido para acoger los Juegos Universitarios Internacionales y para, la Copa del Mundo del año siguiente. La Juventus utilizó el Comunale para disputar todos sus partidos de local hasta su victoria en la final de la Copa de la UEFA 1989-90.
Los bianconeros finalizaron la primera ronda del quinto campeonato de Serie A con cinco puntos de desventaja ante el Ambrosiana-Inter de Giuseppe Meazza, no obstante la diferencia se redujo a un punto a favor de los rivales lombardos hasta el partido directo de la vigésima séptima jornada (Juventus 0:0 Ambrosiana-Inter el 1 de abril de 1934). En los últimos siete partidos de la liga, el equipo juventino obtuvo siete victorias, ganando catorce puntos de los catorce disponibles, de los cuales fueron los triunfos de visitante del 25 de abril ante Brescia por 2:1 — donde la escuadra piamontesa alcanzó la primera posición del torneo por primera vez en la temporada con 43 puntos, uno más que el Ambrosiana — y Lazio por 2:0 cuatro días después, donde el equipo turinés aumentó su ventaja a cuatro puntos en comparación con los nerazzurri.
La Juventus se adjudicó el título de campeón de Italia por cuarta temporada consecutiva con 53 puntos, 88 goles a favor – el mejor bloque de atacantes del torneo por tercer año seguido con un total de 100 anotaciones en la temporada – y 31 goles en contra. El centrodelantero juventino Felice Borel fue el goleador del campeonato por segunda temporada consecutiva con 31 goles. Así se describió la cuarta victoria consecutiva de la Juventus en la liga:

«La Juventus ha ganado su cuarto campeonato consecutivo. Es decir, es la primera vez que un equipo italiano tiene éxito en esta tarea desde que se juega el campeonato, es decir, desde [mil ochocientos]noventa y ocho hasta hoy. Incluso en los tiempos de los campeonatos de tres o cuatro equipos, incluso en los tiempos fáciles de la doble ronda, esto nunca ha sucedido.
El equipo que está discutiendo para obtener los registros de la vejez, felix culpa, sin embargo, es el equipo el que ha podido renovar por completo. Antes que nada ha valorado a los jóvenes. Basta con demostrar la nueva supremacía absoluta en los artilleros con 32 goles del veinteañero Farfallino.
Y, sobre todo, el profesor del juego también era profesor de educación deportiva. En nuestra opinión, el mejor récord logrado por el equipo de todos los registros es el de haber obtenido tal registro y estas cifras sin una expulsión o una advertencia o un reclamo en toda la temporada. Una prueba más convincente de dignidad moral y técnica. La alegría deportiva no es posible.
Ganadora y convincente, la Juventus puede presumir, sobre todo, de la supremacía de la aclamación, los aplausos y las emociones regaladas».

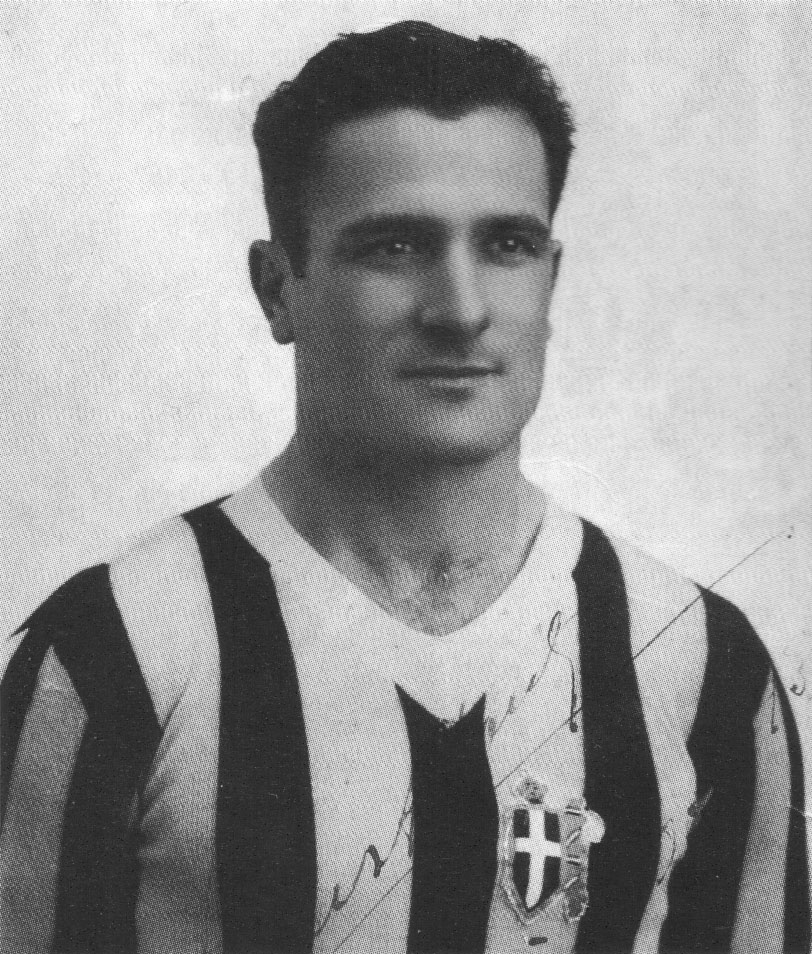
El «centrocampista que camina», Luis Monti hombre-base del equipo bianconero de los años 1930 y campeón del mundo en 1934 con Italia.

El calendario del campeonato fue modificado en la segunda mitad de la segunda ronda como consecuencia de la participación de la selección italiana en el Mundial de fútbol de Italia, donde los azzurri ganaron el trofeo con hasta nueve futbolistas del equipo turinés (cinco fueron titulares durante el torneo) entre los veintidós convocados. Este grupo de jugadores, que fue la columna vertebral de la Italia de Pozzo durante las dos primeras ediciones de la Copa Internacional (en los períodos 1927-1930 y 1931-1932), durante la fase de preparación previa al mundial y también durante el Campeonato Mundial de 1934, es recordado como la Nazio-Juve.
Después de haber obtenido el título mundial con la selección italiana en calidad de capitán y multicampeón de Italia, el guardameta Gianpiero Combi, dejó la sociedad juventina después de once años y, después del triunfo en la Copa Internacional de 1935, la squadra azzurra y la actividad deportiva.

### 1934-35: Juventus pentacampeona de Italia
En otoño de 1934 hubo un cambio en el banquillo bianconero: en lugar del entrenador Carcano (que fue destituido debido a las fuertes insinuaciones sobre su vida privada, en ese momento mal toleradas en Italia) llegó el exjugador Carlo Bigatto, el primer «símbolo» de la historia de la Juventus y considerado por muchos como el arquetipo de futbolista-entrenador.
Como el promedio de edad del equipo era muy alto (33 años para Monti, Orsi y Caligaris; 32 para Rosetta), la Juventus fichó al joven Alfredo Foni, y promovió a Guglielmo Gabetto y Pietro Rava desde la cantera. Así, el equipo turinés, con el portero Cesare Valinasso en lugar de Combi, alcanzó el primer puesto en la clasificación general de la sexta edición del campeonato de fútbol de grupo único, el primero con 16 equipos, una semana después del inicio del torneo con su triunfo en casa por 2 goles a 1 contra el Napoli, pero fue superado al final de la primera parte por la Fiorentina con una diferencia de tres puntos. El campeonato se convirtió en una reñida batalla entre los bianconeri, los viola y los nerazzurri del Ambrosiana-Inter desde la vigésima jornada hasta el final del torneo. Los piamonteses ganaron su quinto título consecutivo en la última jornada, gracias a un gol de Giovanni Ferrari a pocos minutos del final del partido contra la Fiorentina de Pedro Petrone (1:0 el 2 de junio de 1935 en Florencia), y por la derrota de la Ambrosiana contra la Lazio en Roma (un resultado idéntico al del 5 de mayo de 2002). La Juventus terminó la 35ª edición del torneo italiano con 44 puntos —dos más que los milaneses y cinco más que los viola—, 45 goles a favor y 22 en contra, el mejor bloque defensivo de la liga por segunda vez en tres años. Cabe destacar los 49 partidos en casa sin sufrir derrotas de los bianconeros desde 1933 hasta 1935.

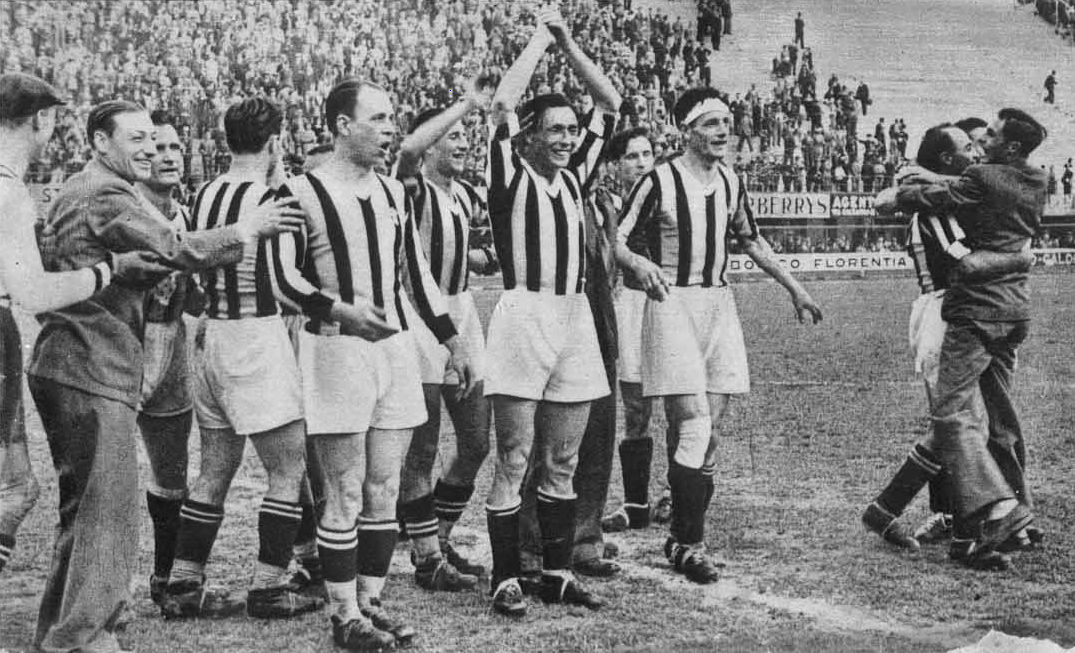
El equipo celebra en el campo de Florencia el 2 de junio de 1935, al final de la última jornada del campeonato 1934-35, la victoria por 1:0 sobre los anfitriones y la consiguiente e inesperada obtención del séptimo título italiano, el quinto y último del Quinquenio.

Así describió el periodista Bruno Roghi el quinto campeonato consecutivo de la Juventus para La Gazzetta dello Sport el 4 de junio de 1935:

«Una vez más el elogio de la disciplina y la fuerza de voluntad. Una vez más el reconocimiento de que la Juventus, hablando en voz baja y silenciosa, como es costumbre en las buenas familias, no pierde porque no se dispersa. Las victorias, para él, son números que hay que alinear y sumar, no depósitos de charla. Es un equipo, y por tanto una sociedad, que se alegra cuando gana y reflexiona cuando pierde. Otros deliran cuando ganan y se flexionan cuando pierden. El trabajo, para la Juventus, significa esto: el mañana de una victoria puede llamarse derrota, pero el mañana de una derrota debe llamarse revancha... Pero la Juventus tenía y decía algo diferente. Dijo que los partidos pueden ganarse o perderse en el terreno de juego dependiendo de las diferentes leyes que rigen los juegos de pelota, ya sea la de marfil o la de cuero. Pero dijo que los campeonatos se ganan y se pierden, esencialmente, en la sede del club. Las victorias deportivas no son sólo hechos técnicos o estéticos. Son hechos morales. Desde este punto de vista, la Juventus hace bien en mantenerse. Bueno para sí mismo, bueno para sus oponentes, bueno para el deporte nacional.»

Emilio De Martino en cambio destacó, en un artículo publicado en el Corriere della Sera el 3 de junio del mismo año, las diversas dificultades encontradas por el equipo desde el comienzo de la temporada:

«La Juventus por lo tanto logró ganar de nuevo y merecidamente, seamos realistas. Pocos equipos habrían podido superar los diversos golpes de mala suerte que han asolado al once turinés en este campeonato. La lesión de Monti, el accidente de Bertolini, las precarias condiciones de Serantoni sin poder jugar todo el campeonato, las numerosas ausencias de Cesarini, la marcha de Ferrari y Orsi, por mencionar sólo los principales acontecimientos, habrían desmantelado sin duda un equipo con los nervios menos firmes y la moral menos segura. En cambio, la Juventus, aunque se rindió claramente en algunos terrenos de juego —como ocurrió recientemente en el estadio de San Siro—, fue capaz de resistir en los peores momentos, encontrando luego en la final toda su autoridad y voluntad. Por eso debemos saludar con simpatía y aplausos la nueva victoria de la Juventus.»

En las dos últimas temporadas, la Juventus llegó a las semifinales de la Copa de Europa Central. Después de ganar la tricolor, Orsi y Cesarini dejaron el equipo de Turín y regresaron a su tierra natal, Argentina, en la primavera de 1935. Ferrari fue comprado por Ambrosiana-Inter y Caligaris fue vendido al Brescia.
La prematura muerte del entonces presidente de la Juventus, Edoardo Agnelli, ocurrida en ese año, coincidió con el final del Quinquenio de Oro. Durante el resto de la década de 1930 y casi toda la siguiente década de 1940, la Juventus no logró ganar el scudetto —alcanzando el segundo puesto en 1938, y nuevamente en el trienio de 1946 a 1948—, que sólo volvería a los bianconeros después de tres lustros, en 1950.

## Impacto en la sociedad italiana
El Quinquenio de Oro de la Juventus — nombre con el que la historiografía itálica definió a posteriori a todo el período — además de constituir el primer gran ciclo de victorias de un equipo de fútbol italiano desde la instauración del campeonato a una sola vuelta, tuvo un fuerte impacto social en la historia de la Nación antes de la Segunda Guerra Mundial, convirtiendo a la escuadra bianconera en los años siguientes en la fidanzata d'Italia («novia de Italia») gracias a la difusión por toda la península tanto de los triunfos como de la pasión y de la afición juventina, lo que la llevó a convertirse en la primera entidad deportiva con una afición «nacional» en una época en la que los seguidores de los clubes se concentraban en su propia ciudad o, como máximo, en su región de origen.
La enorme popularidad de la sociedad bianconera a principios de los años 1930, como observó el historiador turinés Aldo Agosti, «fue el resultado de una serie particular de factores: una cadena de éxitos sin parangón, propiciada y acompañada por un juego espectacular, una contribución decisiva dada a la fortuna de la selección nacional que en 1934 ganó la Copa Rimet [entonces conocida como Trophée Victoire, antecesora de la Copa del Mundo], y también a una hábil construcción de imagen, alimentada por una creciente difusión de reportajes deportivos en los periódicos». Además, la continua asociación de la Juventus con «una clase y un estilo elevados a la dignidad artística y, por ejemplo, de la deportividad caballeresca» en los medios de comunicación nacionales desde los primeros años del Quinquenio fue otro factor importante para extender la popularidad del club en el resto del país, proceso que se consolidará en la primera mitad de la década de 1950.
Paradójicamente, como señaló posteriormente el profesor de la Universidad de Turín, Giovanni De Luna, otra de las razones por las que durante este periodo los aficionados al fútbol se convirtieron en seguidores de la Juventus, más allá del elemento deportivo, fue la alternativa que el club representaba —y sigue representando— al campanilismo inherente a las tradiciones regionales, ya que se consideraba un «instrumento de rebelión» contra las capitales locales; ideología que se acentuaría durante la segunda mitad de la década siguiente, con la segunda posguerra y la instauración de la República.

«La Juventus juega bien, gana siempre y no es ni lombarda, ni emiliana, ni veneciana, ni toscana: pertenece a una región que ha inervado al ejército y a la burocracia nacional: la capital de esa región fue también la capital de Italia [...] Ninguna ciudad periférica había contraído odio hacia ella en la época de las Comunas. Venció ahora a las escuadras decadentes del Cuadrilátero piamontés y ofreció a los demás italianos la satisfacción de humillar a las ciudades que habían dominado en la Edad Media: los romagnoli entraron en éxtasis cuando el Bologna fue mortificado por la Juventus, al igual que los lombardos gibelinos como pavesis y comaschis cuando los milaneses fueron derrotados, y de nuevo los lombardos que tenían sus propios equipos como bergamascos, brescianis y cremoneses, y se vieron pronto vengados por la Juventus».
Gianni Brera, Storia critica del calcio italiano, 1975.

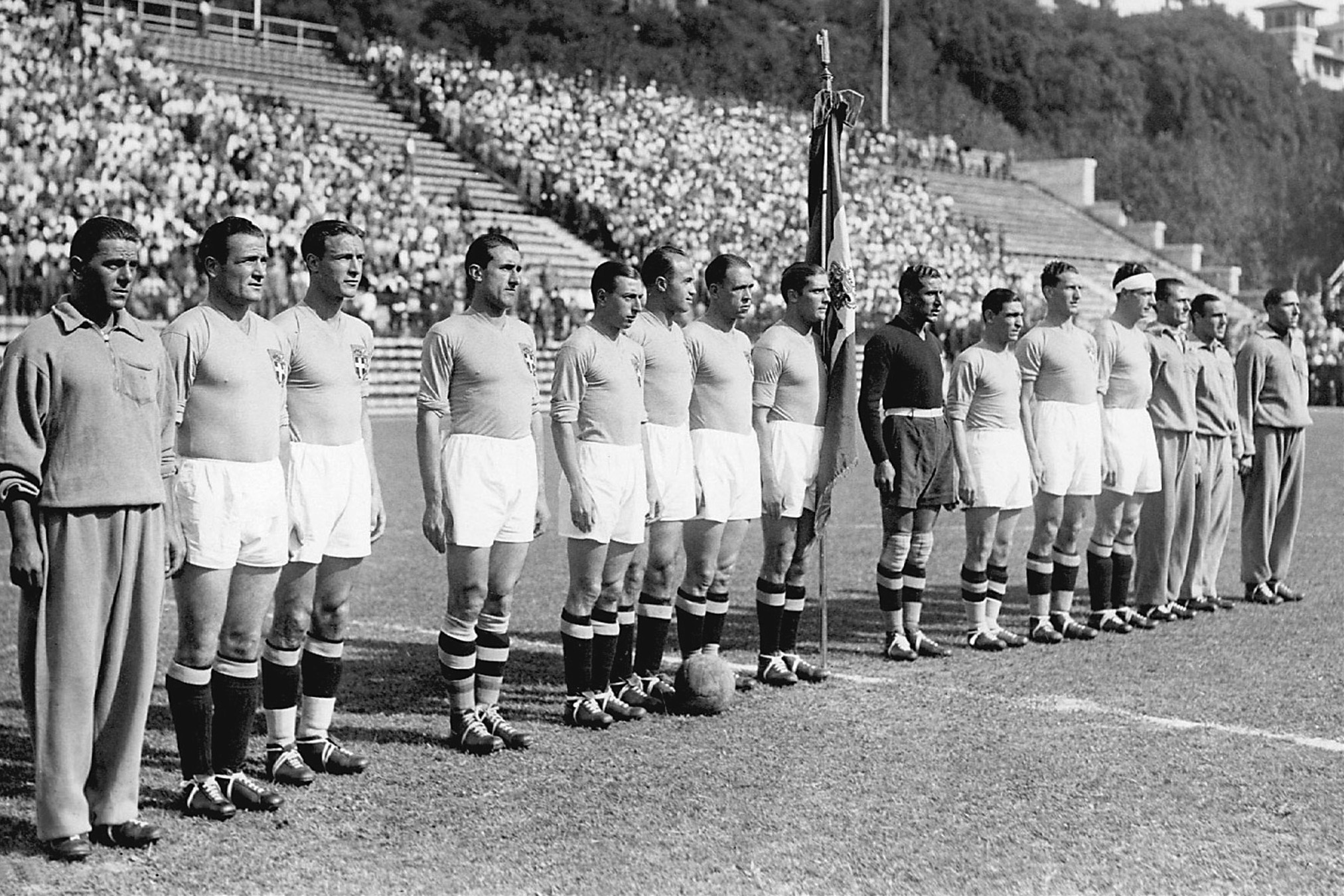
La selección italiana de 1934, campeona del mundo por primera vez, con cinco jugadores de la Juve del Quinquenio en la alineación inicial —Combi, Monti, Bertolini, Ferrari y Orsi— de los nueve futbolistas bianconeros convocados.

Además de su popularidad, la supremacía de la Juventus en el fútbol italiano y el consenso que suscitó como equipo que representaba a toda la población, especialmente entre los que emigraron a Turín para trabajar en la Fiat durante los años 1930, convirtieron al club en «el equipo de Italia», denominación que sigue identificando al club principalmente en el ámbito internacional. Estos factores, junto con la presencia masiva de jugadores de la Juventus en la selección nacional —decisiva en los éxitos de los azzurri durante la época de Pozzo, habiendo contribuido, por ejemplo, con nueve hombres a la victoria contra Hungría en la Copa Internacional de 1933-1935—, permitieron al club labrarse un lugar importante en la memoria histórica italiana, favoreciendo ese fenómeno de «nacionalización» al que el club contribuyó con un papel decisivo en la formación de una identidad nacional a través del deporte; aunque nunca estuvo a favor, ni fue del agrado, del entonces régimen de Mussolini «porque tenía en su directiva a antifascistas como Mazzonis y era uno de los pocos [clubes] que no imponía el cimice fascista [uno de sus distintivos] en las camisetas de los jugadores».
Este proceso dio lugar a la oposición —todavía existente— entre la afición capitalina y la provinciana, manifestada hacia la Juventus tanto en un cierto nivel de aversión presente en algunas ciudades del Norte, como Milán y Bolonia, y del Centro, como Florencia, como en el afecto y la admiración invariable por el equipo bianconero en provincias como Brianza, Romaña, la Llanura de Lucca y Garfagnana; sobre todo, como sostuvo el periodista Gino Palumbo, en regiones alejadas de Turín como el Sur, donde los jugadores bianconeros representaban para la población local, especialmente la rural, un sueño de prosperidad, así como la idea de una reunificación nacional definitiva a través del deporte:

«El amor del Sur por la Juventus nació del juego de contrastes: la Juventus del Quinquenio caracterizó la evolución del fútbol italiano y dominó el campeonato durante mucho tiempo, dio un ejemplo de organización rigurosa, de equilibrio técnico, de alto espíritu deportivo, justo en la época más oscura del fútbol del sur, cuando en el sur el fútbol estaba todavía en una fase pionera y confusa, y no se veían aún los signos de su desarrollo... En el sur, la Juventus carecía de esas vetas de amargura, envidia y resentimiento que surgen de la rivalidad. Génova se sintió herida... Milán y Bolonia vieron a la Juve como un antagonista... En el sur, no. No había motivos de contraste, no había ambiciones rivales».

Algunos historiadores y ensayistas, entre ellos el profesor De Luna, afirmaron que los éxitos deportivos del club durante la primera mitad de la década de 1930, junto con los triunfos de la selección italiana, principalmente el título mundial conquistado en 1934, fueron determinantes en la composición y posterior consolidación del fútbol como fenómeno de masas en Italia. Sumado a esto, el Quinquenio de la Juventus fue considerado el período de la historia del deporte italiano en el que se inició la descentralización de los simpatizantes, hasta entonces arraigada a nivel local y/o regional, fenómeno social que se consolidaría en la segunda mitad del siglo XX durante el milagro económico.

## Legado histórico

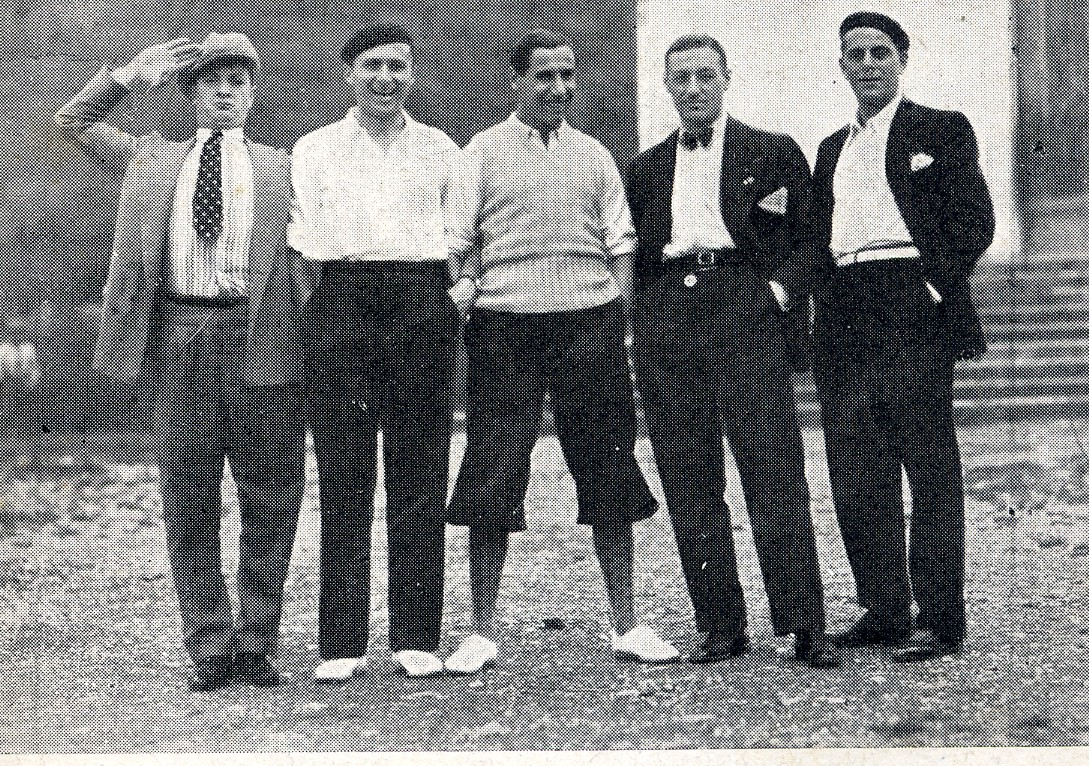
Los futbolistas Renato Cesarini, Pietro Sernagiotto, Gianpiero Combi, Umberto Caligaris y José Maglio, en la temporada 1931-32.

El Quinquenio de la Juventus, considerado como el primera edad dorada de la historia del club turinés, fue el periodo en el que se esbozaron sus características esenciales: «el generoso patronato de la dinastía Agnelli, un singular espíritu deportivo: el Stile Juventus —considerado un modelo de gestión, disciplina y estabilidad instituido por el entonces presidente Edoardo Agnelli y simbolizado por la hendiatris conocida como las «tres S»: «Simplicidad, Seriedad, Sobriedad»—, un apoyo generalizado y una corporeidad desterritorializada; y una «envidia [hacia al club] igualmente generalizada».
Los éxitos del club turinés, uno de los primeros de Italia en ser gestionado a nivel profesional, permitieron la difusión tanto de un nuevo tipo de gestión a nivel ejecutivo como del esquema táctico utilizado por el equipo al resto de clubes de fútbol del país «haciendo que el fútbol italiano fuera técnica y tácticamente homogéneo (razón no menor de su éxito), contribuyendo a convertir a la selección nacional [...] en la reina del fútbol mundial en los años [mil novecientos] treinta», como sostuvo el historiador deportivo Antonino Fugardi.

## Estadísticas
| Temporada       | PJ | PG | PE | PP | GF | GC | PTS |
| --------------- | -- | -- | -- | -- | -- | -- | --- |
| Serie A 1930-31 | 34 | 25 | 5  | 4  | 79 | 37 | 55  |
| Serie A 1931-32 | 34 | 24 | 6  | 4  | 89 | 31 | 54  |
| Serie A 1932-33 | 34 | 25 | 4  | 5  | 83 | 23 | 54  |
| Serie A 1933-34 | 34 | 23 | 7  | 4  | 88 | 31 | 53  |
| Serie A 1934-35 | 30 | 18 | 8  | 4  | 45 | 22 | 44  |

## Plantillas
Serie A 1930-31
| Guardametas                                      | Defensas                                                           | Centrocampistas | Delanteros | Entrenador    |
| ------------------------------------------------ | ------------------------------------------------------------------ | --- | --- | ------------- |
| Alfredo Bodoira Gianpiero Combi Umberto Ghibaudo | Umberto Caligaris Mario Ferrero Virginio Rosetta Giovanni Varglien | Oreste Barale Carlo Bigatto Eugenio Castellucci Carlo Crotti Lino Mosca Francesco Rier Mario Varglien Aldo Vollono | Renato Cesarini Giovanni Ferrari Federico Munerati Raimundo Orsi Gilberto Pogliano Giovanni Vecchina Oliviero Vojak | Carlo Carcano |

Serie A 1931-32
| Guardametas     | Defensas                                                           | Centrocampistas                           | Delanteros | Entrenador    |
| --------------- | ------------------------------------------------------------------ | ----------------------------------------- | --- | ------------- |
| Gianpiero Combi | Umberto Caligaris Mario Ferrero Virginio Rosetta Giovanni Varglien | Luigi Bertolini Luis Monti Mario Varglien | Renato Cesarini Giovanni Ferrari Juan José Maglio Federico Munerati Raimundo Orsi Enzo Rosa Pedro Sernagiotto Giovanni Vecchina | Carlo Carcano |

Serie A 1932-33
| Guardametas     | Defensas                                                                               | Centrocampistas                                       | Delanteros | Entrenador    |
| --------------- | -------------------------------------------------------------------------------------- | ----------------------------------------------------- | --- | ------------- |
| Gianpiero Combi | Umberto Caligaris Mario Ferrero Virginio Rosetta Duilio Santagostino Giovanni Varglien | Luigi Bertolini Mario Genta Luis Monti Mario Varglien | Felice Borel Renato Cesarini Giovanni Ferrari Francesco Imberti Federico Munerati Raimundo Orsi Pedro Sernagiotto Giovanni Vecchina | Carlo Carcano |

Serie A 1933-34
| Guardametas                      | Defensas                                                           | Centrocampistas                                              | Delanteros                                                                                      | Entrenador    |
| -------------------------------- | ------------------------------------------------------------------ | ------------------------------------------------------------ | ----------------------------------------------------------------------------------------------- | ------------- |
| Gianpiero Combi Cesare Valinasso | Umberto Caligaris Mario Ferrero Virginio Rosetta Giovanni Varglien | Luigi Bertolini Teobaldo Depetrini Luis Monti Mario Varglien | Felice Borel Renato Cesarini Giovanni Ferrari Marcello Mihalich Raimundo Orsi Pedro Sernagiotto | Carlo Carcano |

Serie A 1934-35
| Guardametas                                         | Defensas                                                          | Centrocampistas                                                                               | Delanteros | Entrenador                  |
| --------------------------------------------------- | ----------------------------------------------------------------- | --------------------------------------------------------------------------------------------- | --- | --------------------------- |
| Attilio Bulgheri Eugenio Staccione Cesare Valinasso | Umberto Caligaris Alfredo Foni Virginio Rosetta Giovanni Varglien | Luigi Bertolini Teobaldo Depetrini Luis Monti Luciano Ramella Pietro Serantoni Mario Varglien | Felice Borel Lino Cason Renato Cesarini Armando Diena Giovanni Ferrari Guglielmo Gabetto Raimundo Orsi Alberto Tiberti | Carlo Carcano Carlo Bigatto |

## Galería de imágenes

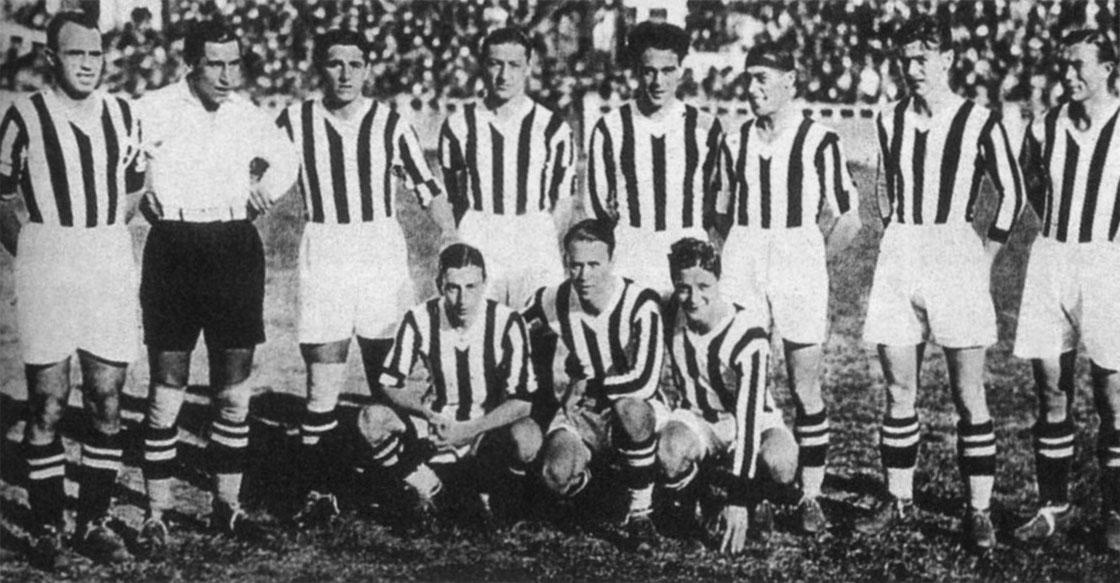
Juventus 1930-31.
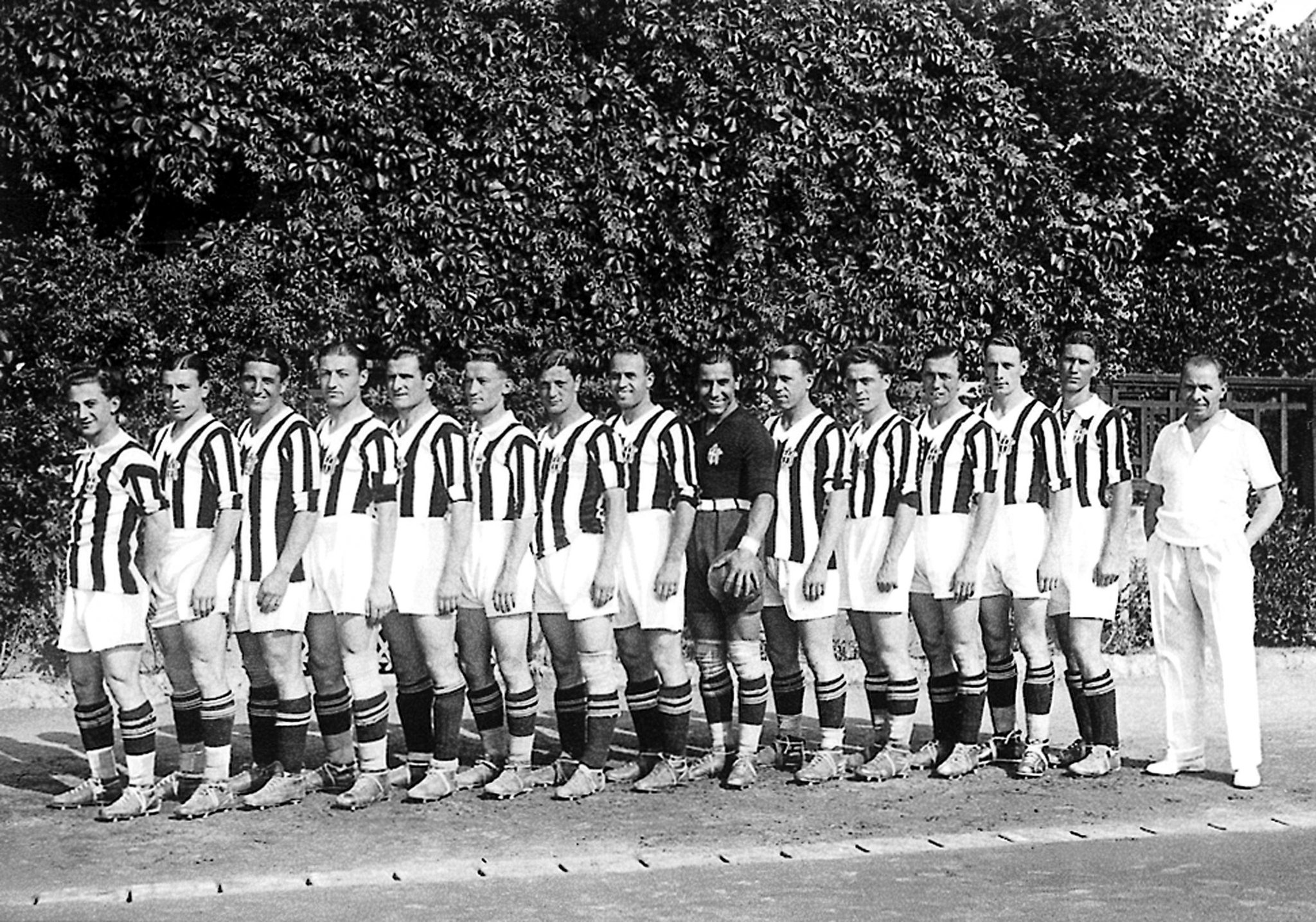
Juventus 1931-32.
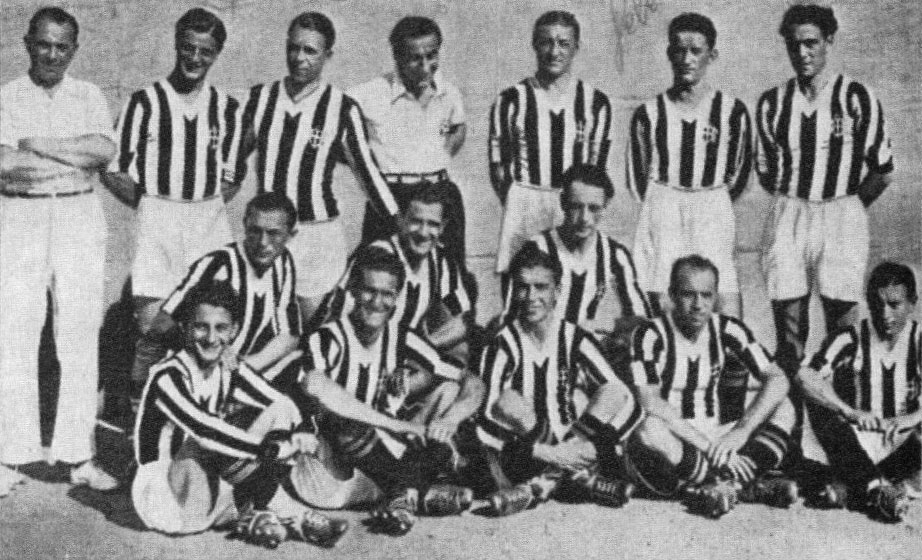
Juventus 1932-33.
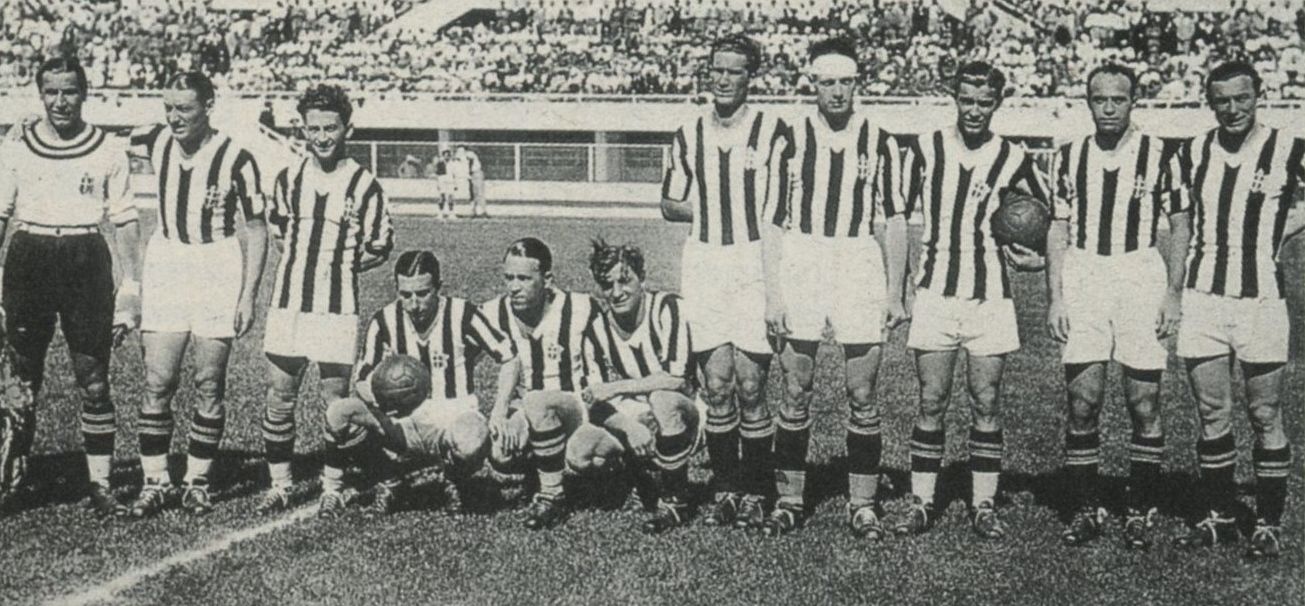
Juventus 1933-34.
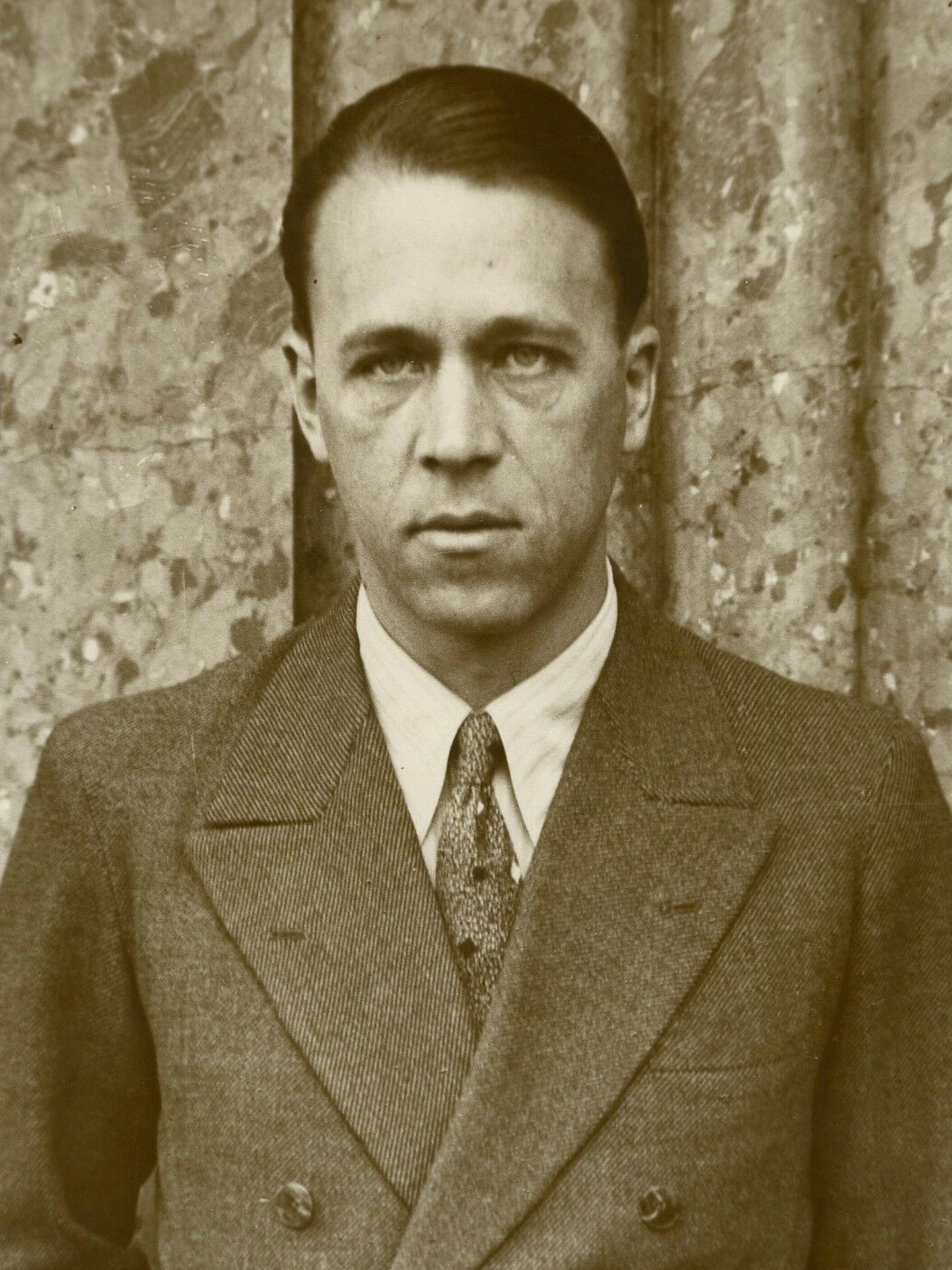
Virginio Rosetta, capitán de la Juventus desde 1929 hasta 1935.
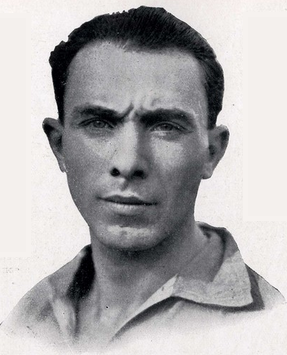
Carlo Carcano, entrenador de la Juventus desde 1930 hasta 1934.
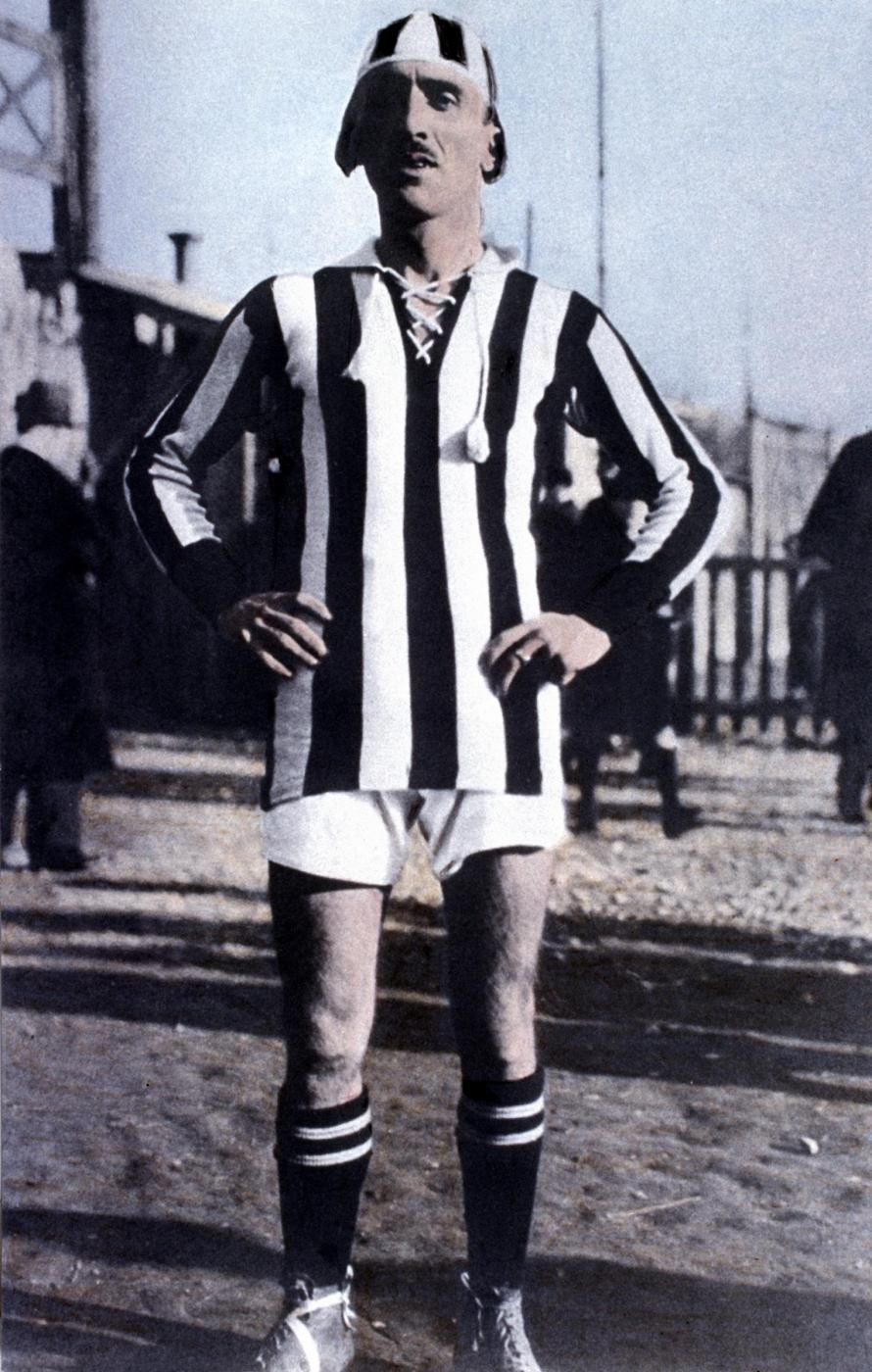
Carlo Bigatto, entrenador de la Juventus en 1935.
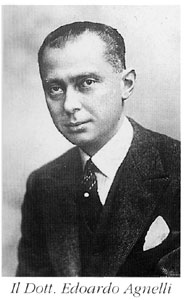
Edoardo Agnelli, presidente de la Juventus desde 1923 hasta 1935.